# Bellechester
Bellechester est une municipalité américaine située dans les comtés de Goodhue et de Wabasha au Minnesota. Lors du recensement de 2010, sa population est de 175 habitants.

## Géographie
La municipalité de Bellechester s'étend sur 0,31 milles carrés (0,8 km2), dont 0,25 milles carrés (0,65 km2) dans le comté de Goodhue et 0,06 milles carrés (0,16 km2) dans celui de Wabasha. Elle est située dans les townships de Belvidere (comté de Goodhue) et de Chester (comté de Wabasha). 

## Histoire
Des colons s'installent dans la région dans les années 1850. Bellechester est fondée en 1877, alors qu'y est construite une première église en pierre. Autrefois traversée par le Chicago Great Western Railway, la ville a accueilli un bureau de poste de 1879 au début du XXe siècle. Elle connait un certain développement économique après la découverte d'argile au nord de la ville en 1909.
Bellechester devient une municipalité le 5 octobre 1955. Son nom correspondrait à celui de son township, auquel a été ajouté le préfixe français « belle ». Selon une autre version, il s'agirait de la fusion du nom des townships de Belvidere et Chester.